# Asterolasia hexapetala
Asterolasia hexapetala es una especie de arbusto perteneciente a la familia de las rutáceas. Es un endemismo de Warrumbungles en Nueva Gales del Sur en Australia.

## Descripción
Asterolasia hexapetala alcanza un tamaño de alrededor de 1,5 metros de altura, se encuentra principalmente cerca del agua en el bosque esclerófilo y en los bosques en altitudes más bajas.
Las hojas son de color verdoso cubiertas de pelo, de 2-6 centímetros de largo, y alrededor de 1-2 centímetros de ancho. Las flores miden 1-1,5 centímetros de diámetro, generalmente de color blanco o blanco amarillento, con estambres amarillos y rara vez creciendo en racimos.
La fruta de Asterolasia hexapetala tiene la estructura de una baya, de color marrón, y crece junto a la flor.

## Cultivo
La especie prefiere una situación húmeda, bien drenada y con ligera sombra. Las plantas ya establecidas son capaces de hacer frente a periodos de sequía. Las plantas pueden ser propagadas por estacas o semillas, con cierta dificultad.

## Taxonomía
Asterolasia hexapetala fue descrita formalmente por primera vez por el botánico francés Antoine Laurent de Jussieu en 1825, quien le dio el nombre de Phebalium hexapetalum. La especie fue transferida al género Asterolasia en 1917 por el botánico inglés George Claridge Druce. y publicado en  Botanical Society and Exchange Club of the British Isles 4: 606, en el año 1916.
Etimología
El nombre deriva de las palabras del griego antiguo: aster, lasios y hexapetala, que significa = estrella peluda (en referencia a los pelos de las hojas), y con seis pétalos.
Sinonimia
- Asterolasia correifolia var. mollis Maiden & Betche
- Asterolasia mollis Benth.
- Eriostemon mollis (Benth.) F.Muell.
- Phebalium hexapetalum A.Juss.[4]